# Священні камені
Священні камені — камені, що стали об'єктом ритуального поклоніння. Віра в священні камені присутня в релігійних поглядах різних народів. З кожним з таких каменів пов'язана своя оригінальна легенда.

## Географія

### Австралія
Карлу Карлу (Заповідник Чортові камені) — священне місце, яке охороняється Законом про священні місця аборигенів Північної території Австралії.

### Вірменія
Зорац-Карер, або Караундж (Carahunge), в 200 км від Єревану, у м. Сисіан, — доісторичний пам'ятник, що складається із сотень вертикально поставлених великих каменів з наскрізними отворами у верхній частині. Він розташований на гірському плато на висоті 1770 м над рівнем моря і займає площу понад 25 га. За припущеннями дослідників, це найдавніша і найбільша обсерваторія в світі, вік якої становить понад 7,5 тисячі років.
Вішапи. У верхів'ях річки Азат, вище Гехардського монастиря, серед вулканічних брил розкидані незвичайні кам'яні статуї риб, яким місцеве населення дало назву «вішапів» (драконів). На тілі вішапа видна риб'яча луска, на голові — зябра, очі, ніздрі, рот. Зустрічаються також вішапи у вигляді сидячого бика, голова якого спочиває між передніми ногами. Вішапи були знайдені також на схилах Арагацу (поблизу фортеці Амберд) і в районі Ахалкалаку. Один вішап доставлений в Єреван і лежить в саду навпроти Драматичного театру.
Вважають, що вішапи створені у II тисячолітті до н. е. Це підтверджується тим, що на одному з вішапів, знайденому поблизу села Гарні, виявлено урартський клиноподібний напис. Вішапи, мабуть, були божествами води, родючості та пасовищ, адже вони знаходяться виключно поблизу джерел, у верхів'ях річок і каналів. Про приналежність до культу води свідчить і рибний «вигляд» вішапів. Вішапи у вигляді бика мають те ж значення, що і риби, і також пов'язані з культом води, бо згідно з древньою вірменською легендою бик своїми рогами розриває хмари і викликає дощі. Грім — це рев бика.
Портакар, «Пупкові камені» — ритуальні камені у Вірменії, пов'язані з культом богині (діцуї) землі, родючості та материнства (найімовірніше, Анаїт). Ймовірно, на формування уявлень про портакари також вплинув відомий мітраїчної міф про народження Мітри (у вірменській міфології — Мгер) з каменю і його відхід у скелю. У цьому зв'язку, портакари також вважалися вратами у потойбічний світ. За дохристианським ритуальним обрядом, жінки, що бажали завагітнити, лягали або притискалися до портакарів черевом, що за віруваннями вірмен, сприяло вагітності. Частиною обряду було запалення свічки і обкурювання портакара пахощами. Якщо внаслідок такого обряду народжувалася дитина, то на портакары робився сакральний знак-мітка. Відповідно, чим більше подібних знаків на портакары, тим сакральнішим вважався портакар, тим більшою популярністю користувався серед населення.

### Кааба
Священний чорний камінь мусульманської святині Кааби, за переказами, був колись білим, але почорнів через людських гріхів. Згідно з легендою, коли завойовники Мекки кинули священний чорний камінь у воду, він не потонув, а плавав на поверхні води

### Кельтські
Грааль в тій версії, яка сходить до кельтської міфології, — це камінь: у такому вигляді його представляють середньовічні автори — Кретьєн де Труа (автор роману «Персеваль») та Вольфрам фон Ешенбах (автор роману "Парсифаль ").

### Менгіри
Шанувалися в неолітичний час. Були особливо поширені в мегалітичних культурах.

### Фіно-угорські
Синій камінь і Кінь-камінь (о. Коневец) були священними каменями північних народів фінно-угорської групи. Свідком язичницьких ритуалів був і Гарячий камінь біля річки Устя (селище Богданівське Устянського району Архангельської області), священні камені тиверського городища тощо
Священні камені досі шануються серед марійців (Чумбилатів камінь), в традиційних культурах (наприклад, на Алтаї).

## У сучасній культурі
У фільмі «Індіана Джонс і храм долі» головний герой шукає камені Шанкари, нібито вручені мудрецю індійським богом Шивою для боротьби зі злом. Незважаючи на певні паралелі з індійською міфологією, священні камені Шанкари — вигадка сценаристів.
В історичному романі польського письменника Генрика Сенкевича «Вогнем і мечем» Богдан Хмельницький в подяку за порятунок свого життя дарує Яну Скшетуському недорогий перстень, в який був вправлений камінчик — шматочок Голгофи. І гордий шляхтич Ян Ськшетуський приймає цей дар. Голгофа — невелика скеля в Єрусалимі, на якій був розіп'ятий Ісус Христос — вельми шанується у християн всіх конфесій і також може вважатися «священним каменем».